# Liste der Kulturdenkmale in Kiel-Hassee
In der Liste der Kulturdenkmale in Kiel-Hassee sind alle Kulturdenkmale des Stadtteils Hassee der schleswig-holsteinischen Landeshauptstadt Kiel aufgelistet (Stand: 10. März 2025).
Die Bodendenkmale sind in der Liste der Bodendenkmale in Kiel aufgeführt.

## Legende
In den Spalten befinden sich folgende Informationen:
- Objekt-ID: die Nummer des Kulturdenkmales
- Lage: die Adresse des Kulturdenkmales und die geographischen Koordinaten. Kartenansicht, um Koordinaten zu setzen. In der Kartenansicht sind Kulturdenkmale ohne Koordinaten mit einem roten Marker dargestellt und können in der Karte gesetzt werden. Kulturdenkmale ohne Bild sind mit einem blauen Marker gekennzeichnet, Kulturdenkmale mit Bild mit einem grünen Marker.
- Offizielle Bezeichnung: Bezeichnung des Kulturdenkmales
- Beschreibung: die Beschreibung des Kulturdenkmales
- Bild: ein Bild des Kulturdenkmales

## Sachgesamtheiten
| Objekt-ID      | Lage | Offizielle Bezeichnung                  | Beschreibung | Bild |
| -------------- | --- | --------------------------------------- | --- | --- |
| 51403 Wikidata | Hasseer Straße 100, 104 (54° 18′ 9″ N, 10° 5′ 42″ O) | Fachhallenkaten Hasseer Straße 100, 104 | Fachhallenkaten Hasseer Straße 100 und 104; 1824 und 1840, Peter Muxfeldt; zwei reetgedeckte Backsteinhäuser mit Fachwerkfront, Giebel mit Zierverstrebungen über Großtor, Halbwalmdach mit Uhlenloch, Zierinschrift in Sturzbalken - Begründung: geschichtlich, städtebaulich, Kulturlandschaft prägend - Schutzumfang: Fachhallenkaten Hasseer Straße 100, 104 | BW |
| 55413 Wikidata | Rendsburger Landstraße 115 (54° 18′ 10″ N, 10° 6′ 11″ O) | Alte Hasseer Schule                     | Alte Hasseer Schule; 1894, 1901, 1904, Kreisbauinspektor G.F. Lohr; gewachsene Anlage aus ehem. Knabenschule, ehem. Schulbaracke und ehem. Mädchenschule, ein- bis dreigeschossige Backsteinbauten mit Walm- und Satteldächern - Begründung: geschichtlich, künstlerisch, städtebaulich - Schutzumfang: ehem. Mädchenschule, ehem. Knabenschule, ehem. Schulbaracke | BW |
| 8495 Wikidata  | Rendsburger Landstraße 141-155f, 141, 143, 143a-b, 143c-e, 143f-i, 143k-n, 145d-g, 145-145c, 145h-l, 147h-l, 147-147d, 149dg, 149h-l, 149-149c, 151d-h, 151i-l, 151-151c, 153f-g, 153h-i, 153-153e, 155a-c, 155d-f, 155 (54° 18′ 3″ N, 10° 5′ 56″ O) | ehem. Wohnungsfürsorgeanstalt           | Wohnsiedlung der ehem. Wohnungsfürsorge; 1938–39, Architekt: Rudolph Schroeder; Anlage auf geschlossenem Grundriss mit eingeschossigen Reihenhäusern in Ziegelbauweise kammartig um zwei zentrale Achsen in Zeilen angeordnet - Begründung: geschichtlich, städtebaulich - Schutzumfang: Hauszeilen (Rendsburger Landstraße 143a-b, c-e, f-i, k-n, 145-145c, d-g, h-l, 147-147d, h-l, 149-149c, d-g, h-l, 151-151c, d-h, i-l, 153- 153e, f-g, h-i, 155a-c, d-f), ehem. Kinderheim (Rendsburger Landstraße 141), Wohnhäuser (Rendsburger Landstraße 143, 155), ehem. Außentoiletten, Freiflächen (Rendsburger Landstraße 141- 155f)       | [[Vorlage:Bilderwunsch/code!/O:Ehem. Wohnungsfürsorgeanstalt!/C:54.30092,10.098882!/D:Rendsburger Landstraße 141-155f, 141, 143, 143a-b, 143c-e, 143f-i, 143k-n, 145d-g, 145-145c, 145h-l, 147h-l, 147-147d, 149dg, 149h-l, 149-149c, 151d-h, 151i-l, 151-151c, 153f-g, 153h-i, 153-153e, 155a-c, 155d-f, 155, ehem. Wohnungsfürsorgeanstalt!/\|BW]] |
| 53633 Wikidata | Stadtrade 13-19, 13-25, 19a, 21-25 (54° 18′ 36″ N, 10° 6′ 6″ O) | Wohnblöcke Stadtrade 13-25              | Wohnblöcke Stadtrade 13-25; 1937, Architekt Karl Doormann, Wohnungsbaugesellschaft für Heimsparer GmbH; drei- und viergeschossige Backsteinzeilenbauten mit Walmdächern, zurückspringende Treppenachsen, Einfahrt zum Rückgrundstück mit hölzernen Erkern baulich betont; Vorgartenzone; Zufahrtspflasterung; umlaufende Backsteineinfriedung, Trafohäuschen - Begründung: geschichtlich, künstlerisch, städtebaulich - Schutzumfang: Wohnblock mit Einfriedungsmauern, Vorgartenzone (Stadtrade 13-19), Wohnblock mit Einfriedungsmauern, Vorgartenzone (Stadtrade 21-25,) Trafohäuschen (Stadtrade 19a), Pflasterung (Stadtrade 13-25) | BW |

## Bauliche Anlagen
| Objekt-ID      | Lage                                                                           | Offizielle Bezeichnung        | Beschreibung | Bild                             |
| -------------- | ------------------------------------------------------------------------------ | ----------------------------- | --- | -------------------------------- |
| 11468 Wikidata | Gärtnerstraße 47 (54° 18′ 20″ N, 10° 5′ 58″ O)                                 | Haus der Bäckerinnung         | Haus der Bäckerinnung; 1957, Architekt Bernhard Voss; gestaffelter, ein- und zweigeschossiger Putzbau auf länglichem, gegliedertem Grundriss, flache Walmdächer mit Überstand, beigefarbene Fliesenverkleidung; Vorgarten - Begründung: geschichtlich, künstlerisch, städtebaulich - Schutzumfang: Haus der Bäckerinnung, Vorgarten - Denkmaltyp: Bauliche Anlage                                                                     | BW                               |
| 3199 Wikidata  | Hamburger Chaussee 66 (54° 18′ 20″ N, 10° 7′ 3″ O)                             | Vollmeilenstein               | Meilenstein der Altona-Kieler Chaussee. Entfernungsangabe Südseite: Altona 12 M(eilen = ca. 90 km) Nordseite: Kiel ¼ M(eile = ca. 2 km). Auf der Vorderseite erhabenes Königsmonogramm Frederik VI. und Jahreszahl 1832. Alteintragung (Aktualisierung vorgesehen) - Begründung: geschichtlich, wissenschaftlich, künstlerisch, städtebaulich, Kulturlandschaft prägend - Schutzumfang: gesamtes Objekt - Denkmaltyp: Bauliche Anlage | weitere Fotos \| Fotos hochladen |
| 50460 Wikidata | Hamburger Chaussee 144 (54° 18′ 7″ N, 10° 6′ 33″ O)                            | Reihenhaus                    | Reihenhaus; 1924–26, Architekt Hinrich Bruhn; als Teil einer Häuserzeile im späten Heimatschutzstil errichtet, zweigeschossiger Backsteinbau, traufständig mit Satteldach, polygonaler Erker neben Eingang, hoher und qualitätvoller bauzeitlicher Bestand auch im Innern - Begründung: geschichtlich, städtebaulich - Schutzumfang: gesamtes Objekt - Denkmaltyp: Bauliche Anlage                                                    | BW                               |
| 11608          | Hamburger Chaussee 144 (54° 17′ 54″ N, 10° 6′ 20″ O)                           | Wohnhaus Bleßmann             | Wohnhaus Bleßmann; 1904; dreigeschossiger Putzbau mit Mansarddach mit markantem Eckturm, reiche Putzgliederung in Formen des Neubarock und Jugendstils; schmiedeeiserne Einfriedung - Begründung: geschichtlich, künstlerisch, städtebaulich - Schutzumfang: Wohnhaus Bleßmann, Einfriedung (Hamburger Chaussee 196-198) - Denkmaltyp: Bauliche Anlage                                                                                | BW                               |
| 11606 Wikidata | Hamburger Chaussee 324 (54° 17′ 27″ N, 10° 5′ 37″ O)                           | Wasserwerk Schulensee         | Wasserwerk Schulensee; 1887–89, 1892, 1905–06, Wasserbauingenieur Ernst Grahn, Baurat Adolf Thiem; zweigeschossiger Backsteinbau auf L-förmigem Grundriss, Walmund Satteldächer mit übergiebeltem Eingangsrisalit - Begründung: geschichtlich, städtebaulich, technisch - Schutzumfang: Wasserwerk Schulensee, - Denkmaltyp: Bauliche Anlag                                                                                           | weitere Fotos \| Fotos hochladen |
| 11604 Wikidata | Hamburger Chaussee 352 (54° 17′ 23″ N, 10° 5′ 25″ O)                           | Wartehalle                    | Alteintragung (Aktualisierung vorgesehen) - Begründung: geschichtlich, städtebaulich - Schutzumfang: gesamtes Objekt - Denkmaltyp: Bauliche Anlage | weitere Fotos \| Fotos hochladen |
| 11576 Wikidata | Hasseer Straße 100 (54° 18′ 9″ N, 10° 5′ 42″ O)                                | Fachhallenkate                | Fachhallenkate; 1824, Peter Muxfeldt; reetgedecktes Backsteinhaus, Fachwerk mit Zierziegelfüllung über Großtor, Halbwalmdach mit Uhlenloch, Zierinschrift auf Sturzbalken - Begründung: geschichtlich, städtebaulich, Kulturlandschaft prägend - Schutzumfang: gesamtes Objekt - Denkmaltyp: Bauliche Anlage, Sachgesamtheit: Fachhallenkaten Hasseer Straße 100, 104                                                                 | BW                               |
| 11575 Wikidata | Hasseer Straße 104 (54° 18′ 8″ N, 10° 5′ 42″ O)                                | Fachhallenkate                | Fachhallenkate; 1840, Peter Muxfeldt; reetgedecktes Backsteinhaus mit seitlichem Anbau, Fachwerkfront mit Zierziegelfüllung über fünfteiligem Fenster, Halbwalmdach, Zierinschrift in Sturzbalken - Begründung: geschichtlich, städtebaulich, Kulturlandschaft prägend - Schutzumfang: gesamtes Objekt - Denkmaltyp: Bauliche Anlage, Sachgesamtheit: Fachhallenkaten Hasseer Straße 100, 104                                         | BW                               |
| 12255 Wikidata | Hof Hammer 2 - 8 (ehemals Speckenbeker Weg 47–59) (54° 17′ 26″ N, 10° 5′ 8″ O) | Hof Hammer: sog. Fachwerkkate | Alteintragung (Aktualisierung vorgesehen) - Begründung: Alteintragung (Aktualisierung vorgesehen) - Schutzumfang: Alteintragung (Aktualisierung vorgesehen) - Denkmaltyp: Bauliche Anlage | weitere Fotos \| Fotos hochladen |
| 12257 Wikidata | Hof Hammer 31 (ehemals Speckenbeker Weg 47–59) (54° 17′ 25″ N, 10° 5′ 1″ O)    | Hof Hammer: sog. Herrenhaus   | Alteintragung (Aktualisierung vorgesehen) - Begründung: Alteintragung (Aktualisierung vorgesehen) - Schutzumfang: Alteintragung (Aktualisierung vorgesehen) - Denkmaltyp: Bauliche Anlage | weitere Fotos \| Fotos hochladen |
| 8808 Wikidata  | Rendsburger Landstraße 29 (54° 18′ 20″ N, 10° 6′ 50″ O)                        | ehem. kaiserliche Post        | Alteintragung (Aktualisierung vorgesehen) - Begründung: geschichtlich, künstlerisch, städtebaulich - Schutzumfang: gesamtes Objekt - Denkmaltyp: Bauliche Anlage | Fotos hochladen                  |
| 12122 Wikidata | Rendsburger Landstraße 115 (54° 18′ 11″ N, 10° 6′ 12″ O)                       | ehem. Mädchenschule           | ehem. Mädchenschule; 1904, Kreisbaurat Georg Friedrich Lohr; dreigeschossiger Backsteinbau mit Satteldächern, preußischer Backsteinstil in versachlichten Formen - Begründung: geschichtlich, künstlerisch, städtebaulich - Schutzumfang: ehem. Mädchenschule, - Denkmaltyp: Bauliche Anlage, Sachgesamtheit: Alte Hasseer Schule | BW                               |
| 11363 Wikidata | Speckenbeker Weg 71 (54° 17′ 32″ N, 10° 5′ 5″ O)                               | Uwe-Jens-Lornsen-Schule       | Alteintragung (Aktualisierung vorgesehen) Die Schule wurde nach Uwe Jens Lornsen. - Begründung: geschichtlich, künstlerisch - Schutzumfang: gesamtes Objekt - Denkmaltyp: Bauliche Anlage | weitere Fotos \| Fotos hochladen |
| 3213 Wikidata  | Wulfsbrook 27–29 (54° 18′ 13″ N, 10° 6′ 34″ O)                                 | Michaeliskirche               | Michaeliskirche; 1910–11, Wilhelm Voigt; freistehender Backsteinbau mit breitem Frontturm, steilem Satteldach und angeschlossenem Küsterhaus, tonnengewölbte Saalkirche mit flachem Rechteckchor, einseitig Empore - Schutzumfang: Michaeliskirche, Küsterhaus - Begründung: Geschichtlich, Künstlerisch, Städtebaulich | weitere Fotos \| Fotos hochladen |

## Quelle
- Liste der Kulturdenkmale in Schleswig-Holstein – Landeshauptstadt Kiel (PDF)

- Karte mit allen Koordinaten:
- OSM |
- WikiMap